# Club 89
Le Club 89 est un cercle de réflexion français.
Fondé en 1981 par Michel Aurillac, Nicole Catala et Alain Juppé, il est relancé un temps en 2010 par Benoist Apparu.

## Historique
Le Club 89 est fondé le 9 septembre 1981 par Michel Aurillac, Nicole Catala et Alain Juppé. Il est sis 45, avenue Montaigne, dans le 8e arrondissement de Paris.
En 1982, il revendique 1 350 adhérents. En 1983, alors qu'il rassemble une centaine d'antennes locales en France, Le Monde le présente comme « un centre technique de préparation de l'alternance politique », où de multiples personnalités de l'opposition de droite à la majorité de François Mitterrand interviennent. Cette année-là, lors d'une convention, le cercle présente un manifeste comportant 89 propositions législatives.
En novembre de la même année, il astreint par voie de justice le groupe adverse Espaces 89, d'obédience socialiste, à changer de nom pour éviter toute confusion.
Durant la nuit du Nouvel An 1984, ses locaux sont cambriolés.
D'après Le Monde, le cercle a bénéficié des « largesses d'Omar Bongo ».

### Liens avec d'autres cercles
Le Club 89 a travaillé avec d'autres cercles, notamment le Club de l'horloge (1982 et 1989), les clubs Perspectives et Réalités et le Conseil pour l'avenir de la France (1985).

### Réactivation (2010)
Le cercle est relancé en 2010 par Benoist Apparu.

## Présidence
- Michel Aurillac (1981-1993)[15].
- Jacques Toubon (1993-?).
- Benoist Apparu (depuis 2010).

## Ouvrages
- Alain Juppé, La Double Rupture : redressement de l'économie, responsabilité pour chaque Français, liberté pour l'entreprise, confiance pour la France, Paris, Economica, 1983, 154 p. (ISBN 2-7178-0607-5).
- L'Europe en libertés, Paris, Albatros, coll. « Club 89 », 1984, 206 p. (BNF 34839875).
- Une stratégie de gouvernement, Paris, Albatros, coll. « Club 89 », 1985, 200 p. (BNF 34902951).
- Michel Aurillac et Nicole Catala (dir.), Pour une société de progrès et de liberté : propositions, Paris, Albatros, coll. « Club 89 », 1988, 284 p. (BNF 35417889).
- Les Ambiguïtés de l'Europe sociale, Paris, Club de l'horloge-Club 89, 1989, 18 p. (ISBN 2-908046-11-3).